# Castillo o Torre (Torre de Emberosa)
El castillo o torre de Torre d'en Besora, en la comarca del Alto Maestrazgo, provincia de Castellón, es un conjunto de ruinas catalogadas como Bien de Interés Cultural, con la categoría de Monumento por declaración genérica, con códigoː 12.02.119.001.
Los restos del antiguo castillo y de las murallas se encuentran en el núcleo poblacional de Torre d'en Besora.

## Historia
El comienzo del núcleo poblacional que conocemos hoy en día como Torre de Embesora fue una alquería árabe (pese a que investigaciones arqueológicas posteriores viene a considerar que pudiera haber habido en la zona un asentamiento íbero anterior), que disponía de una torre defensiva, como era usual en aquella época. Este asentamiento era conocido en aquel momento como “Vinrabino”. Cuando se produce la reconquista de estas tierras por las tropas de Jaime I de Aragón, el asentamiento empezó a llamarse “Torre de Vinrabí”, entrando a formar pare de la Tinença de Culla y siendo señorío de Blasco de Alagón, de Guillem de Anglesola y de Ramón de Besora. Mientras estuvo en manos de Ramón de Besora se le otorgó la carta puebla (5 de enero de 1274).
Al quedarse a vivir en el lugar, Ramón de Besora decidió reedificar, en parte, la torre de la antigua alquería musulmana, así como construirse una casa señorial fortificada sobre esta torre. Es a partir de ese momento cuando al núcleo poblacional se le empieza a conocer como “La Torre d’En Besora”, que se castellanizó como “Torre de Embesora”, y que venía a significar “Torre del señor Besora”.
Con el tiempo la importancia estratégica del castillo decayó, lo cual provocó su abandono y ruina, utilizándose parte de sus materiales para la edificación de la actual iglesia parroquial de San Bartolomé, del siglo XVIII, que se construyó sobre un primitivo templo, del siglo XV.